# Promicrogaster
Promicrogaster – rodzaj błonkówek z rodziny męczelkowatych. Gatunkiem typowym jest Promicrogaster terebrator.

## Zasięg występowania
Rodzaj obejmuje gatunki występujące w większości regionów ziemi, choć do niedawna uważano, że występuje tylko w Nowym Świecie.

## Biologia i ekologia
Znanymi żywicielami są motyle z rodzin przeziernikowatych i molowatych.

## Gatunki
Do rodzaju zaliczanych jest 46 opisanych gatunków (w zbiorach entomologicznych znajdują się liczne nieopisane gatunki, głównie z krainy neotropikalnej):

- Promicrogaster alexmartinezi Fernandez-Triana & Boudreault, 2016
- Promicrogaster andreyvallejosi Fernandez-Triana & Boudreault, 2016
- Promicrogaster apharea Nixon, 1965
- Promicrogaster apidanus (Nixon, 1965)
- Promicrogaster brandondinartei Fernandez-Triana & Boudreault, 2016
- Promicrogaster briareus (Nixon, 1965)
- Promicrogaster cara Nixon, 1965
- Promicrogaster conopiae (Watanabe, 1934)
- Promicrogaster daniellopezi Fernandez-Triana & Boudreault, 2016
- Promicrogaster daretrizoi Fernandez-Triana & Boudreault, 2016
- Promicrogaster eddycastroi Fernandez-Triana & Boudreault, 2016
- Promicrogaster eimyobandoae Fernandez-Triana & Boudreault, 2016
- Promicrogaster emesa (Nixon, 1965)
- Promicrogaster erigone Nixon, 1965
- Promicrogaster fabiancastroi Fernandez-Triana & Boudreault, 2016
- Promicrogaster fabriciocambroneroi Fernandez-Triana & Boudreault, 2016
- Promicrogaster floridakeys Fernandez-Triana, 2019
- Promicrogaster gainesvillensis Fernandez-Triana, 2019
- Promicrogaster grandicula (Wilkinson, 1929)
- Promicrogaster hillaryvillafuerteae Fernandez-Triana & Boudreault, 2016
- Promicrogaster huachuca Fernandez-Triana, 2019
- Promicrogaster jaymeae Fernandez-Triana, 2019
- Promicrogaster kevinmartinezi Fernandez-Triana & Boudreault, 2016
- Promicrogaster kiralycastilloae Fernandez-Triana & Boudreault, 2016
- Promicrogaster leilycastilloae Fernandez-Triana & Boudreault, 2016
- Promicrogaster liagrantae Fernandez-Triana & Boudreault, 2016
- Promicrogaster luismendezi Fernandez-Triana & Boudreault, 2016
- Promicrogaster madreanensis Fernandez-Triana, 2019
- Promicrogaster merella Nixon, 1965
- Promicrogaster miranda Muesebeck, 1958
- Promicrogaster monteverdensis Fernandez-Triana & Boudreault, 2016
- Promicrogaster munda Muesebeck, 1958
- Promicrogaster naomiduarteae Fernandez-Triana & Boudreault, 2016
- Promicrogaster orsedice (Nixon, 1965)
- Promicrogaster polyporicola Muesebeck, 1958
- Promicrogaster prater Nixon, 1965
- Promicrogaster repleta (Papp, 1990)
- Promicrogaster rondeau Fernandez-Triana, 2019
- Promicrogaster ronycastilloi Fernandez-Triana & Boudreault, 2016
- Promicrogaster sebastiancambroneroi Fernandez-Triana & Boudreault, 2016
- Promicrogaster spilopterus Nixon, 1965
- Promicrogaster sterope Nixon, 1965
- Promicrogaster terebrator Brues & Richardson, 1913
- Promicrogaster tracyvindasae Fernandez-Triana & Boudreault, 2016
- Promicrogaster typhon (Nixon, 1965)
- Promicrogaster virginiana Fernandez-Triana, 2019